# Léčebné lázně Mariánské Lázně
Společnost Léčebné lázně Mariánské Lázně a. s., působí v oblasti lázeňského cestovního ruchu a je zaměřena na poskytování lázeňské péče a hotelovou činnost. Společnost je členem skupiny Ensana Health Spa Hotels – jednoho z největších hotelových řetězců v Evropě s lázeňskými hotely v Maďarsku, Rumunsku, České republice a na Slovensku.

## Hotely
Společnost provozuje tří-, čtyř- a pětihvězdičkové hotely v Mariánských Lázních s celkovou kapacitou 894 pokojů a 1529 lůžek. V současné době je jednou z nejefektivnějších lázeňských společností. Z hlediska ubytovací kapacity je třetí největší lázeňskou organizací v České republice.
- Ensana Spa Hotels Resort Nové Lázně - pětihvězdičkový hotel
- Ensana Spa Hotels Resort Centrální Lázně - čtyřhvězdičkový hotel
- Maria Spa Courtyard - čtyřhvězdičkový hotel
- Ensana Spa Hotels Resort Hvězda-Skalník - čtyřhvězdičkový hotel
- Ensana Spa Hotels Resort Grandhotel Pacifik - čtyřhvězdičkový hotel
- Danubius Hotel Villa Butterfly - čtyřhvězdičkový hotel
- Spa Hotel Svoboda - tříhvězdičkový hotel
- Spa Hotel Vltava-Berounka - tříhvězdičkový hotel
- Spa Hotel Labe - tříhvězdičkový hotel

### Léčivé zdroje
Mariánské Lázně mají bohatou historii a staletou tradici. Patří k lázním se širokým spektrem přírodních léčivých zdrojů. Základem léčby jsou minerální prameny, přírodní plyn CO2 a peloidy. Farmakologicky rozdílné složení pramenů umožňuje jejich využití v balneologii a k pitným kúrám pro celou řadu onemocnění. Minerální koupele, suché plynové koupele, plynové injekce a peloidy kombinované s kvalitní rehabilitací a fyzikální terapií vytvářejí spolu s ideálními klimatickými podmínkami Mariánských Lázní základ léčebné činnosti společnosti. V Mariánských Lázních se léčí onemocnění pohybového aparátu, onemocnění ledvin a močových cest, dýchacích cest, gynekologických a metabolických nemocí.
Vedle tradiční lázeňské léčby společnost nabízí nové relaxační a wellness programy zaměřené na relaxaci a zlepšení fyzické kondice s využitím nejmodernějších metod léčení.
Společnost nabízí programy nejen pro zdraví člověka, ale také beauty programy pro krásu a štíhlou linii, při kterých se využívají jedinečné přírodní zdroje společně s moderními kosmetickými přípravky.